# Tuija Brax
Tuija Kaarina Brax, född 6 januari 1965 i Helsingfors, är en finländsk politiker. Hon var justitieminister 2007-2011 i Regeringen Vanhanen II och Regeringen Kiviniemi. Hon sitter i Finlands riksdag där hon representerar Gröna förbundet. Hon valdes in i riksdagen första gången 1995.